# Ruben (Bibel)
Ruben (hebräisch רְאוּבֵן rəʾūwēn) heißt im Tanach, der hebräischen Bibel, der erste Sohn Jakobs und Leas. Sein Name bezeichnet dort zugleich den Stamm seiner Nachkommen. Alle Israeliten führen sich auf die Jakobsöhne als Erzväter der Zwölf Stämme Israels zurück.

## Der Name
Die Etymologie des Namens ist unsicher. Vermutlich handelt es sich um einen Ersatznamen von der Wurzel *RʾB „ersetzen“, „reparieren“ oder um einen aus der Wurzel ראה rʾh und בֵּן bēn zusammengesetzten Begrüßungsnamen mit der Bedeutung „Seht, ein Sohn!“.
Lea selbst begründet den Namen in Gen 29,32  mit den dankbaren Glaubenssätzen: „Ja, der Herr hat mein Elend gesehen. Jetzt wird mein Mann mich gewiss lieben.“ Der Alttestamentler Hermann Gunkel nannte diese Namenserklärung eine „halsbrecherische“ Etymologie.

## Biblische Person
Von Ruben, dem als Erstgeborenen das Erbrecht zustand, wird in den Jakobsgeschichten auffällig wenig berichtet. Allerdings hielt er gemäß der biblischen Erzählung die Brüder davon ab, Josef aus Neid zu töten. Bei einem Rachefeldzug für die Schändung der Jakobstochter Dina tritt er anders als seine beiden jüngeren Brüder Simeon und Levi nicht namentlich in Erscheinung (Gen 34).
Erst am Ende der Jakobserzählungen heißt es beiläufig, er habe mit Bilha, der Magd Rahels, verkehrt, und dies sei seinem Vater bekannt geworden (Gen 35,22). Dies war Ehebruch, nach biblischem Recht ein todeswürdiges Vergehen. Denn Bilha gehörte als Nebenfrau Rubens Vater Jakob und war die Mutter von zweien seiner Halbbrüder. Erst auf seinem Sterbebett, als er seinen versammelten Söhnen seinen Segen erteilt, kommt Jakob auf dieses Vergehen zurück und begründet damit, dass Ruben nicht der „Oberste“ seiner Brüder sei, also sein Erstgeburtsrecht verlieren solle (Gen 49,4).
In der vorherigen Josefserzählung wird Ruben dagegen als vorbildlicher Sohn und Bruder dargestellt: Er widersprach als Einziger dem Plan seiner Brüder, den zweitjüngsten Jakobssohn Josef zu ermorden, und versuchte, dessen Leben zu retten (Gen 37,21f). Als Josef, inzwischen zum obersten Verwalter unter dem Pharao aufgestiegen, die Brüder beim Getreidekauf in Ägypten verhörte und als Spione zum Schein verhaften ließ, erinnerte Ruben sie an seine Warnung: Die Verhaftung sei die Folge des Mordversuchs und Sklavenverkaufs (Gen 42,22).
Bei der zweiten Ägyptenreise wollte er Verantwortung für das Leben Benjamins, des jüngsten der Jakobsöhne, den Josef sehen wollte, übernehmen, und versprach seinem Vater, ihn gesund wieder nachhause zu bringen oder andernfalls mit dem Leben seiner eigenen Söhne zu haften (Gen 42,37). Doch war es schlussendlich nicht er, sondern Juda, der diese Verantwortung gegenüber ihrem Vater auf sich nahm (Gen 43,8-11).
Hier wird also eine ununterbrochene Generationenfolge vom erbberechtigten Sohn zu den Enkeln Jakobs vorausgesetzt. Ruben soll vier Söhne gezeugt haben: Henoch, Pallu, Hezron und Karmi. Ein Hezron ist jedoch auch als Nachkomme Judas überliefert (Num 26,6f.21f). Angehörige des Rubenstammes fanden sich später in der „Rotte Korah“, die sich nach Num 16f. und Num 26,11 gegen Mose und Aaron erhob.

## Stamm

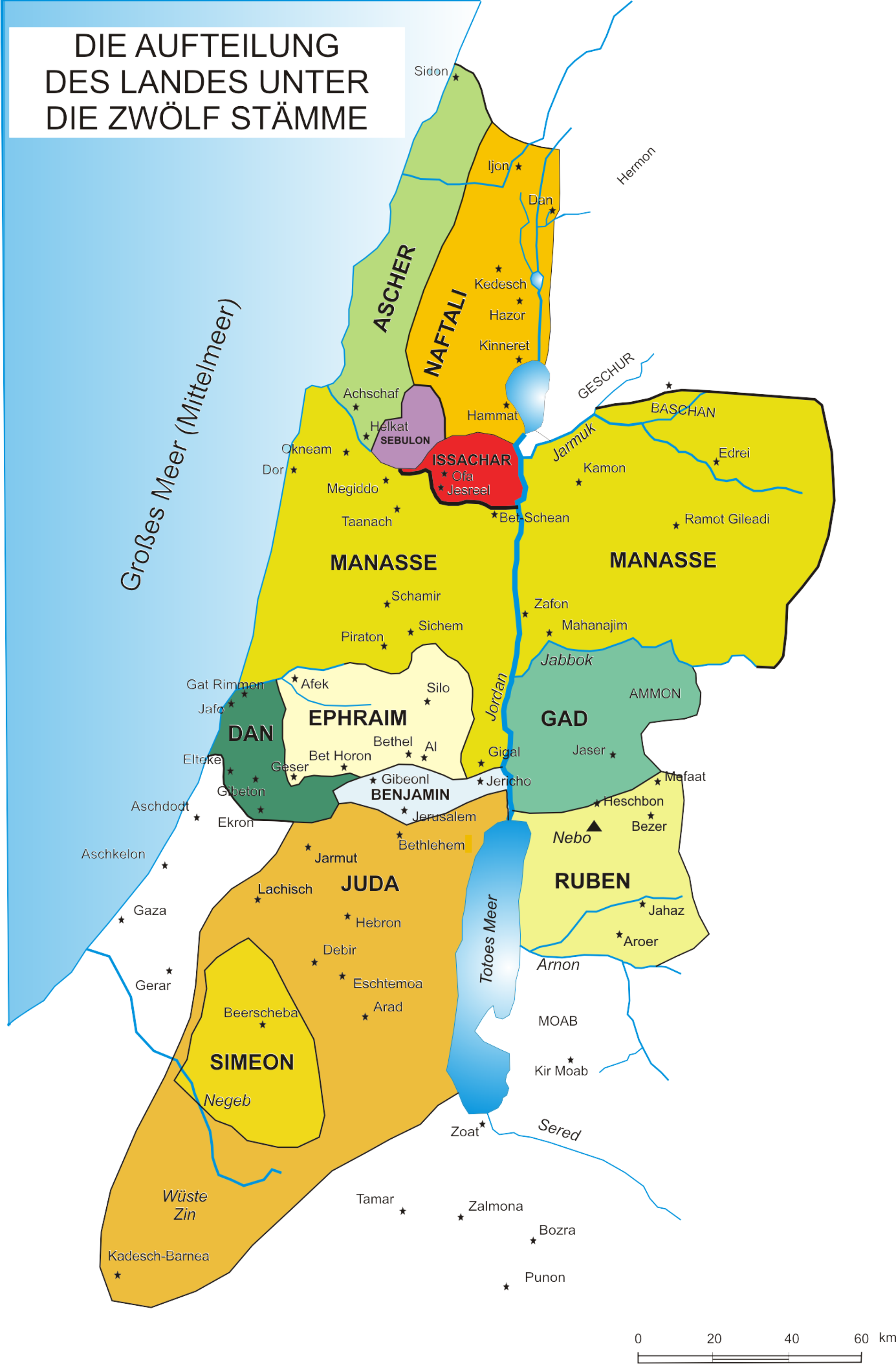
Die Gebiete der 12 Stämme Israels

Ruben gehörte gemäß den Einteilungen der Stämmelisten zu den Leasöhnen, die in Nordisrael ansässig waren und später das Nordreich Israel bildeten. Über das genaue Stammesgebiet Rubens sind jedoch nur wenige und dazu widersprüchliche Angaben überliefert. Nach Jos 15,6 und Jos 18,17 lag das Gebiet im Gebiet Gads, also auf der Ostseite des nördlichen Toten Meeres. Wahrscheinlicher ist die Angabe in Num 32,37f, wonach der Rubenstamm im Westjordanland nördlich von dem Gebiet Gads angesiedelt war. Nach der Mescha-Stele befand sich das biblische Siedlungsgebiet der Rubeniter spätestens seit dem 9. Jahrhundert v. Chr. im Besitz der Gaditer.
Ri 5,15f. stellt missbilligend fest, dass Rubens Stamm in der Deborahschlacht fehlt. Offenbar war bei der schriftlichen Abfassung des Pentateuch nur noch wenig über den Stamm Ruben bekannt. Mit ihm oder bald danach wurde wohl auch Gad verdrängt. Ihr Verschwinden aus der biblischen Überlieferung wird etwa als Aufgehen in anderen, schneller wachsenden Stämmen oder aus kriegerischen Niederlagen erklärt. Der in Gen 35,22 erwähnte Ehebruch Rubens mit Bilha wird mit Konkurrenz zu deren Söhnen Dan und Naftali in Verbindung gebracht, für die es aber keine biblischen Belege gibt. Eventuell fiel der Stamm der Ausbreitung der nordöstlich von ihm angesiedelten Ammoniter zum Opfer.
Dennoch wurde Ruben noch lange nach seinem Absterben als der erste unter den Stämmen geführt und sein Weiterleben erbeten (Dtn 33,6 : »Es lebe Ruben und sterbe nicht, dass seine Männer weniger werden«).

## Jüdische Überlieferung
In den Testamenten der zwölf Patriarchen wird Rubens Fehltritt mit Bilha um einige Details angereichert. Ruben weiß einiges zu seiner Entschuldigung vorzubringen, so sei er z. B. betrunken gewesen. Diese biographischen Notizen nutzt der Verfasser der pseudepigraphen Schrift, um die Leser vor Unzucht, Trunkenheit und anderen Lastern eindringlich zu warnen. Die Laster haben dabei nicht nur eine moralische, sondern als Geister Beliars eine dämonische Qualität.
In der rabbinischen Tradition wurde der rechtschaffene Ruben oft mit dem finsteren Esau verglichen und diesem vorgezogen. Der Ehebruch mit der Magd seines Vaters wurde gern als Versuch gesehen, Ehre und Rang der Mutter Lea hochzuhalten. Stärker als das Vergehen zählte hiernach die Reue, so dass man aus Rubens Nachkommenschaft Hosea als den ersten Propheten der Rückkehr in das gelobte Land ohne Makel hervorgehen lassen konnte. So heißt es im Babylonischen Talmud:

„Ruben: Es sprach Rabbi Eleasar: „Lea sprach: „Seht, welcher Unterschied zwischen meinem Sohn und dem Sohn meines Schwiegervaters [= Esau] besteht. Denn der Sohn meines Schwiegervaters, obwohl er freiwillig seine Erstgeburt verkaufte, wie geschrieben ist: „Da … verkaufte [er] sein Erstgeburtsrecht an Jakob.“ (Gen 25,33 ), seht, was geschrieben ist: „Esau war dem Jakob Feind“ (Gen 27,41 ) und „Da sagte Esau: Hat man ihm nicht den Namen Jakob - Betrüger - gegeben? Er hat mich jetzt schon zweimal betrogen“ (Gen 27,36 ). Aber mein Sohn, obwohl Josef ihm seine Erstgeburt gegen seinen Willen genommen hatte, wie geschrieben ist: „Da er aber das Bett seines Vaters entweiht hatte, wurde sein Erstgeburtsrecht den Söhnen Josefs … gegeben“ (1 Chr 5,1 ), beneidete er ihn nicht, wie geschrieben ist: „Ruben hörte das und wollte ihn aus ihrer Hand retten.“ (Gen 37,21 )“““

Diese Stelle spielt nebenbei mit dem Namen Ruben (רְאוּבֵן rə’ûven, deutsch ‚Seht, ein Sohn!‘), indem beide Bestandteile des Namens, der Imperativ רְאוּ rə’û, deutsch ‚Seht!‘ (wie auch die gleichbedeutende aramäische Form חֲזוֹ ḥǎzô) und das Substantiv בֵּן ben, deutsch ‚Sohn‘ verwendet werden.